# USS Bennington (CV-20)

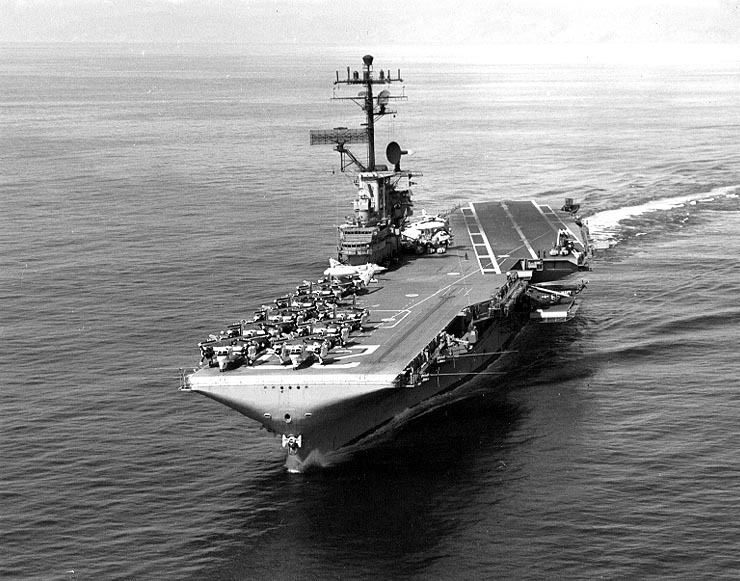
USS Bennington år 1965.

USS Bennington (CV/CVA/CVS-20) var ett av 24 hangarfartyg av Essex-klass som byggdes för amerikanska flottan under andra världskriget. Fartyget var det andra i amerikanska flottan med det namnet som hon fick från slaget vid Bennington under amerikanska revolutionskriget. Bennington togs i tjänst i augusti 1944 och deltog i flera strider under Stillahavskriget och mottog tre battle stars. Hon togs ur tjänst efter krigsslutet men moderniserades och togs åter i tjänst i början av 1950-talet som ett attackhangarfartyg (CVA) och senare ett ubåtsjakthangarfartyg (CVS). Under hennes andra tjänstgöringsperiod tillbringade hon den mesta av sin tid i Stilla havet och mottog fem battle stars för sina insatser under Vietnamkriget. Hon tjänstgjorde som återhämtningsfartyg rymduppdraget Apollo 4.
Hon togs ur tjänst 1970 och såldes som skrot 1994.